# تعقيم (طب)
التعقيم (أو سلب القدرة على الإنجاب) في الطب هي عملية جعل الفرد غير قادر على الإنجاب وذلك عن طريق عدد من التقنيات الطبية وهي الطريقة الأكثر فعالية لتحديد النسل. التعقيم يشمل طرق جراحية وغير جراحية. عملية التعقيم هي عملية دائمة ومن الصعب أو المستحيل أن يتم عكس مفعولها ويعود الشخص للإنجاب مرة أخرى. ويتم للأنثى بقطع قرني الرحم، وللذّكر بقطع قناتي الحيوانات المنوية دون المساس بغدّتي التّناسل الذّكرية أي الخصيتين - عملية الإخصاء القديمة التي تزيل غدّتي التّناسل الذّكرية، تؤدّي إلى التّعقيم لكن تؤدّي أيضا إلى خلل في الإفرازات الهرمونية وإلى قصورات.

## الأساليب

### جراحيًا
تشمل طرق التعقيم الجراحية على:
- ربط فناة فالوب: تُغْلَق قناتي فالوب التي تسمح للحيوان المنوي بتخصيب البويضة، وتحمل البويضة المخصبة إلى الرحم. هذا يتم بواسطة التخدير العام والاستكشاف البطني، أو تنظير البطن، أو كي قناتي فالوب.
- قطع القناة المنوية في الذكور: يتم غلق الأسهر، وهي القنوات التي تربط الخصيتين بغدة البروستاتا. هذا يمنع الحيوانات المنوية المنتجة في الخصيتين من دخول المني الذي ينتج غالبًا في الحويصلات المنوية والبروستاتا. على الرغم من أن مصطلح استئصال الأسهر قد تم تأسيسه في المجتمع العام، إلا أن المصطلح الطبي الصحيح هو تضييق للأوعية.
- استئصال الرحم في الإناث: يُستأصل الرحم جراحيًا، ويمنع بشكل دائم الحمل وبعض الأمراض مثل سرطان الرحم.
- الإخصاء: تتم إزالة الخصيتين جراحيًا، وكثيرًا ما يستخدم هذا لتعقيم الحيوانات ولكن نادرًا بالنسبة للبشر. كان يستخدم سابقًا على بعض الأطفال الذكور لأسباب أخرى.

### اللُمعة
تُنفذ هذه الطريقة عن طريق الدخول عبر الجهاز التناسلي للأنثى، حيث تستخدم القسطرة لوضع مادة في قناتي فالوب تسبب في نهاية المطاف انسداد في هذا الجزء. عادة ماتسمى هذه الإجراءات بأنها غير جراحية لأنها تستخدم الفوهات الطبيعية، وبالتالي لا تتطلب أي شق جراحي.
- جهاز إيشور: في هذا الإجراء يتم وضع ألياف البولي إيثيلين تيرفثالات في قناتي فالوب، مما يؤدي في نهاية المطاف إلى تندب وانسداد الأنابيب. بعد الإدخال الناجح والاستجابة الإطباقية، كان هذا الإجراء فعالًا بنسبة 99.74% على أساس 5 سنوات من المتابعة، ولم يتم إدراج حالات حمل في التجارب السريرية.
- ميباكرين: قد استخدم أيضًا في التعقيم.

### عقار
لا توجد حبة تعقيم فعالة تسبب عدم القدرة الدائم على التكاثر.

## تعقيم طوعي
تشمل دوافع التعقيم الطوعي مايلي:

### نظام المعيشة
بسبب التشديد على الإنجاب باعتباره أهم دور للمرأة، كان يُنظر عادة إلى عدم إنجاب الأطفال على أنه نقص أو بسبب مشاكل في الخصوبة. وبالرغم من ذلك، فقد أدت وسائل منع الحمل والإجهاض، والفرص الاقتصادية والتعليمية الجديدة، وتغيير الأفكار عن الأمومة إلى اكتساب النساء لخبرة جديدة حول الإنجاب في الولايات المتحدة؛ وخاصة اللواتي اخترن أن يكنَّ بلا أطفال. انخفض معدل الخصوبة في البلدان الصناعية مثل المملكة المتحدة، وأوروبا الغربية، والولايات المتحدة إلى معدل طفلين لكل امرأة؛ حيث تنجب النساء الأطفال في سن متأخر، وهناك عدد متزايد من النساء يخترن عدم إنجاب الأطفال على الإطلاق. وفقًا لمكتب الإحصاء الأمريكي، فإن 46٪ من النساء اللواتي تتراوح أعمارهن بين 15 و 44 عامًا كانوا بلا أطفال في يونيو 2008 مقارنة بـ 35٪ من النساء اللواتي لم ينجبن أطفالًا في عام 1976. كانت الحرية التي يكتسبها من لا ينجبون الأطفال والتركيز على العلاقات الأخرى بالإضافة إلى تحسين الأوضاع المالية هي الدوافع التي تساعد على اتخاذ هذا القرار. على الرغم من أن عدم الإنجاب الطوعي كان قرارًا مشتركًا للعديد من الأزواج، وجدت الدراسات أن النساء هن في الغالب الصناع الرئيسيين لهذا القرار؛ هناك أيضًا بعض الأدلة على أنه عندما يكون أحد الشريكين له رأي متناقض، فإن الرغبة القوية في عدم إنجاب الأطفال من الشريك الآخر يكون هو العامل الحاسم.

### الوضع المالي
كانت الحوافز الاقتصادية تحفز النساء على اختيار التعقيم، وذكرت بعض النساء أن سبب بقائهن دون أطفال هو لتجنب نقص الموارد المالية حيث يُنظر إلى إنجاب الأطفال على أنه أثر سلبي على الموارد المالية؛ كما أعربت العديد من النساء أنه في نهاية المطاف يتعين عليهن الاختيار بين الأمومة والوظيفة.

### الناحية الفسيولوجية
يمكن أن تؤثر الأسباب الفسيولوجية -مثل الاضطرابات الوراثية أو الإعاقة- على ما إذا كان الأزواج يسعون إلى التعقيم. وفقًا لمراكز «السيطرة على الأمراض والوقاية منها» يعاني طفل واحد من كل 6 أطفال في الولايات المتحدة من إعاقة في النمو، وذلك في الفترة بين عامي 2006 و 2008. تُعرَّف إعاقة النمو بأنها «مجموعة متنوعة من الحالات المزمنة الشديدة التي تعزى إلى العاهات العقلية أو البدنية». قد ينمو الكثير من الأطفال المعاقين في نهاية المطاف ليعيشوا حياة مستقلة كالبالغين، لكنهم قد يحتاجون إلى رعاية مكثفة من الوالدين وتكاليف طبية كبيرة كالأطفال؛ ويمكن أن تؤدي الرعاية المكثفة إلى انسحاب الوالدين من قوة العمل، وتفاقم الوضع الاقتصادي للأسرة، وانقطاع نوم الوالدين، وزيادة فرص عدم الاستقرار الزوجي. بالنسبة للأزواج الذين ليس لديهم أطفال، فقد مكنت التطورات التكنولوجية من استخدام الفحص الحامل واختبارات ما قبل الولادة للكشف عن الاضطرابات الوراثية في الوالدين المحتملين أو في نسلهم الذي لم يولد بعد. إذا كشف اختبار ماقبل الولادة عن وجود اضطراب وراثي في الطفل، فقد يختار الوالدان التعقيم للتخلص من وجود عدد أكبر من الأطفال الذين قد يتأثرون أيضًا.

## أمثلة وطنية

### الولايات المتحدة

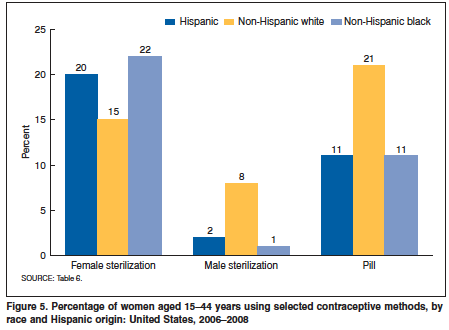
رسم بياني للتوضيح

يعتبر التعقيم أكثر أشكال منع الحمل شيوعًا في الولايات المتحدة الأمريكية عندما يتم الجمع بين الطرق المستخدمة من قِبل الإناث والذكور؛ ومع ذلك، يختلف الاستخدام عبر الفئات السكانية مثل الجنس والسن والتعليم وما إلى ذلك. وفقًا لمراكز السيطرة على الأمراض والوقاية منها، استخدمت 16.7% من النساء اللواتي تتراوح أعمارهن بين 15 و 44 عامًا التعقيم الأنثوي وذلك في الفترة 2006 - 2008، في حين أن 6.1% من شركائهم استخدموا التعقيم الذكوري. كانت نسبة النساء اللواتي يستخدمن التعقيم الأنثوي أعلى نسبة للنساء ذوات البشرة الداكنة (22%)، تليها النساء من أصل أسباني (20%)، والنساء ذوات البشرة البيضاء (15%). حدثت اتجاهات تعقيمية مختلفة حسب عرق شركاء النساء من الذكور: 8% من الشركاء الذكور للنساء أصحاب البشرة البيضاء يستخدمن تعقيم الرجال، لكنه انخفض إلى 3% من شركاء النساء من أصل أسباني، و 1% فقط من شركاء النساء ذوات البشرة الداكنة.

## التعقيم المروج

### التعقيم الإجباري
يشير التعقيم الإجباري إلى السياسات الحكومية الموضوعة كجزء من التخطيط السكاني أو كشكل من أشكال تحسين النسل لمنع مجموعات معينة من الناس من التكاثر مثل ذلك التعقيم القسري الذي انتهى خلال العقدين الأخيرين والمتمثل في قانون حماية الأجناس في اليابان، حيث يتطلب تعقيم المواطنين الذين يعانون من اضطرابات عقلية. كانت هذه السياسة نشطة منذ عام 1940 حتى عام 1996 عندما تم إلغاؤها هي وسائر سياسات تحسين النسل في اليابان.
```
في أمريكا، تم تعقيم بعض النساء دون موافقتهن مما أدى في وقت لاحق إلى دعاوى قضائية ضد الأطباء الذين أجروا هذه العمليات الجراحية. هناك أيضا العديد من الأمثلة على أنهم يطلبون موافقة النساء على التعقيم خلال أوقات الإجهاد الشديد والألم الجسدي مثل النساء اللواتي أنجبن للتو ومازالن يتأثرن بالعقاقير، أو النساء في منتصف المخاض، أو الذين لا يفهمون الإنجليزية.
[
14
]
 وكان العديد من النساء المتضررات فقيرات أو من الأقليات.
[
15
]
```

في مايو 2014، أصدرت منظمة الصحة العالمية، والمفوضية السامية للأمم المتحدة لحقوق الإنسان، ومنظمة اليونيسف، وهيئة الأمم المتحدة للمرأة، وبرنامج الأمم المتحدة المشترك لفيروس نقص المناعة، وصندوق الأمم المتحدة للسكان بيانًا مشتركًا بشأن القضاء على التعقيم القسري.

### التحفيز
قدمت بعض الحكومات في العالم وما زالت تقدم حوافز اقتصادية لاستخدام وسائل منع الحمل بما في ذلك التعقيم، وتعتبر هذه الحوافز أكثر إغراءً بالنسبة للبلدان ذات النمو السكاني المرتفع والموارد غير الكافية. في حين أن هذه السياسات مثيرة للجدل، فإن الهدف النهائي هو توفير رفاهية اجتماعية أكبر للمجتمع ككل. إحدى النظريات التي تدعم برامج التحفيز في الولايات المتحدة هي أنها توفر وسائل منع الحمل للمواطنين الذين قد لا يكونون قادرين على تحمل تكاليفها.

### أمثلة قومية

#### سنغافورة
تعد سنغافورة مثالاً لبلد لديه برنامج محفز للتعقيم؛ حيث في ثمانينيات القرن العشرين، عرضت سنغافورة مبلغ 5000 دولار أمريكي للنساء اللواتي اخترن التعقيم. كانت الشروط المرتبطة باستلام هذه المنحة واضحة إلى حد ما في استهدافهم للوالدين ذوي الدخل المنخفض والأقل تعليمًا حيث حددت أن كلا الوالدين يجب أن يكونا أقل من المستوى التعليمي المحدد وأن دخلهما المشترك لا يتجاوز 750 دولارًا شهريًا. وقد أدى هذا البرنامج -من بين غيرها من الحوافز وبرامج تحديد النسل- إلى خفض معدل المواليد في سنغافورة، ومعدل وفيات الإناث، ومعدل وفيات الرضع، وزيادة دخل الأسرة، ومشاركة الإناث في القوى العاملة، وارتفاع التحصيل العلمي بين المزايا الاجتماعية الأخرى. هذه هي النتائج المقصودة لمعظم برامج التحفيز، على الرغم من أن الأسئلة المتعلقة بأخلاقياتها لا تزال قائمة.

#### الهند
بلد آخر يعاني من مشكلة الاكتظاظ السكاني هو الهند. وقد أدت التقدمات الطبية في السنوات الخمسين الماضية إلى خفض معدل الوفيات، مما أدى إلى كثافة سكانية كبيرة واكتظاظ شديد. في ستينيات القرن العشرين، قدمت حكومات ثلاث ولايات هندية وشركة خاصة كبيرة عمليات استئصال للقناة المنوية لبعض الموظفين، وكانت مصحوبة في بعض الأحيان بمكافأة. كانت الحوافز متاحة فقط للرجال ذوي الدخل المنخفض. كان الرجال هدفًا للتعقيم بسبب سهولة وسرعة الإجراء، مقارنةً بتعقيم النساء. ومع ذلك، أدت جهود التعقيم الجماعي إلى نقص النظافة والتقنية الدقيقة، مما قد يؤدي إلى عمليات جراحية فاشلة ومضاعفات أخرى.

#### الصين
عندما وصلت جمهورية الصين الشعبية إلى السلطة عام 1949، نظرت الحكومة الصينية إلى النمو السكاني كنمو في التطور والتقدم. كان عدد السكان في ذلك الوقت حوالي 540 مليون؛ ولذلك تم تقييد الإجهاض والتعقيم. مع هذه السياسات والتحسينات الاجتماعية والاقتصادية المرتبطة بالنظام الجديد، حدث نمو سكاني سريع. بحلول نهاية الثورة الثقافية عام 1971 ومع عدد سكان يبلغ 850 مليون نسمة، أصبحت السيطرة على السكان أولوية قصوى للحكومة. في غضون ست سنوات، تم إجراء أكثر من ثلاثين مليون عملية تعقيم على الرجال والنساء وسرعان ما تم تطبيق سياسة الطفل الواحد المعروفة، والتي جاءت جنبًا إلى جنب مع العديد من الحوافز للآباء والأمهات للحفاظ على عائلة الطفل الواحد، ويشمل ذلك الكتب والمواد والمواد الغذائية المجانية للطفل من خلال المدرسة الابتدائية إذا وافق كلا الوالدين على التعقيم. وجاءت السياسة أيضًا مصحوبة بعواقب قاسية لعدم الالتزام بحاجز الطفل الواحد. على سبيل المثال، في شنغهاي يجب على الآباء الذين لديهم أطفال إضافيين دفع ما بين ثلاثة إلى ستة أضعاف متوسط الدخل السنوي للمدينة في «رسوم الصيانة الاجتماعية».
في العقد الماضي، تم تقليل القيود المفروضة على حجم الأسرة والتناسل، وقد وجدت الحكومة الصينية أنه من خلال تقديم الحوافز والمثبطات تكون الأسر أكثر استعدادًا لممارسة تنظيم الأسرة بشكل أفضل. ويبدو أن هذه السياسات أقل قسراً أيضاً، حيث أن الأسر قادرة بشكل أفضل على رؤية الآثار الطويلة الأجل لتعقيمها.

## التأثيرات
تختلف آثار التعقيم اختلافًا كبيرًا حسب الجنس والعمر والموقع وعوامل أخرى. عند مناقشة تعقيم الإناث، فإن أحد أهم العوامل التي يجب أخذها في الاعتبار هو درجة القوة التي تمتلكها المرأة في الأسرة وداخل المجتمع.

### جسديًا
من المهم فهم الآثار المادية للتعقيم لأنها طريقة مألوفة لمنع الحمل. بين النساء اللاتي تعانين من التعقيم البوقي، أظهرت الدراسات تأثيراً فارغًا على المتعة الجنسية والإناث. تم اكتشاف نتائج مماثلة للرجال الذين لديهم استئصال الأسهر حيث لم يؤثر هذا الاستئصال تأثيراً سلبياً على رضى الرجال ولم يكن هناك أي تغيير ملحوظ في التواصل والرضا الزوجي بين الأزواج نتيجة لذلك. وفقًا لجونز هوبكنز، التعقيم البوقي يؤدي إلى مشاكل خطيرة في أقل من من 1 من أصل 1000 امرأة. بعض المخاطر المحتملة من التعقيم البوقي تشمل النزيف من شق الجلد أو داخل البطن، أو العدوى، أو الإضرار بأعضاء أخرى داخل البطن، أو الآثار الجانبية الناجمة عن التخدير، أو الحمل خارج الرحم. وتشمل المخاطر المحتملة لعمليات استئصال الأسهر: استمرار الألم لفترة طويلة بعد الجراحة، والنزيف والكدمات، رد فعل التهابي - عادة ما يكون خفيفًا-للحيوانات المنوية التي تنسكب أثناء الجراحة تسمى الحبيبات المنوية، والعدوى.

### نفسيًا
وجدت دراسة صينية عام 1996 أن خطر الاكتئاب كان أكبر بـ 2.34 مرة بعد ربط قناتي فالوب، و 3.97 مرة بعد استئصال الأسهر. إذا ذهب أحد الأفراد إلى الإجراء بعد أن تم إكراهه أو بسبب عدم فهم الإجراء وعواقبه، فمن الأرجح أن يعاني من عواقب نفسية سلبية بعد ذلك. مع ذلك، فإن معظم الأشخاص في الولايات المتحدة الذين يتم تعقيمهم يحافظون على نفس المستوى من الصحة النفسية كما كانوا يفعلون قبل التعقيم. ولأن التعقيم إجراء لا رجعة فيه إلى حد كبير، فإن الندم بعد التعقيم له تأثير نفسي كبير، والسبب الأكثر شيوعًا للندم بعد التعقيم هو الرغبة في إنجاب المزيد من الأطفال.

### عائليأ

#### المرأة في الأسرة
بعض الناس يعتقدون أن التعقيم يعطي النساء -على وجه الخصوص- المزيد من السيطرة على حياتهن الجنسية؛ وهذا يمكن أن يؤدي إلى تمكين المرأة، وإعطائها المزيد من الشعور بالملكية على أجسامها، وكذلك إلى تحسين العلاقة في الأسرة.

#### العلاقة مع الزوج
في البلدان الأكثر رسوخًا في النظام الأبوي التقليدي، يمكن لعمليات تعقيم النساء أن تلهم السلوك التعسفي من قبل الأزواج لأسباب مختلفة. التعقيم يمكن أن يؤدي إلى عدم الثقة في الزواج إذا كان الزوج يشك بزوجته بشأن الخيانة الزوجية. وعلاوة على ذلك، قد يصبح الزوج غاضبًا وعدوانيًا إذا تم اتخاذ قرار التعقيم من قبل الزوجة دون استشارته؛ وإذا تزوجت المرأة مرة أخرى بعد التعقيم، فقد يكون زوجها الجديد غير راضٍ عن عجزها عن حمله على الأطفال، مما يسبب الاضطراب في الزواج. ولكن بخلاف جميع ماسبق، يبقى النشاط الجنسي ثابتًا إلى حد ما، ولا تتأثر العلاقات الزوجية طالما تم اتخاذ قرار التعقيم بشكل تعاوني بين الشريكين.

#### الأطفال
حاولت الحكومة الصينية التواصل مع شعوبها بعد الازدهار السكاني بين عامي 1953 و 1971، حيث أن تقليل عدد الأطفال يسمح بتخصيص موارد أكثر لكل طفل من إجمالي موارد الأسرة.

#### المجتمع
في البلدان ذات معدلات السكان المرتفعة -مثل الصين والهند- يمكن تنفيذ سياسات التعقيم الإجبارية أو التحفيز على التعقيم من أجل خفض معدلات المواليد.وبينما يشهد كلا البلدين انخفاضًا في معدل المواليد، إلا أن هناك قلقًا من أن المعدل قد انخفض كثيرا وأنه لن يكون هناك ما يكفي من الناس لملء قوة العمل.
هناك أيضا مشكلة تفضيل الابن؛ حيث مع زيادة تكنولوجيا اختيار الجنس، يمكن للوالدين إجهاض الحمل إذا عرفن أنه طفلة. هذا يؤدي إلى نسبة غير متساوية بين الجنسين، والتي يمكن أن يكون لها آثار سلبية بعد ذلك.